# Mad Max
Mad Max is een Australische sciencefictionfilm uit 1979 onder regie van George Miller. De hoofdrol wordt vertolkt door Mel Gibson, die ten tijde van de première nog vrijwel onbekend was als acteur. De film is gebaseerd op het western-genre, maar speelt zich af in een dystopische toekomst. De film had een grote impact op apocalyptische en post-apocalyptische fictie.

## Filmbeschrijving
Max Rockatansky is een politieman in een post-apocalyptisch Australië. De macht van politie en overheid breekt langzaam af en motorbendes nemen de straten van de steden over. Een motorrijder genaamd Crawford "Nightrider" Montizano ontsnapt aan de politie en probeert te ontkomen aan de Main Force Patrol (MFP), de federale snelwegpolitie waar Max toe behoort. Max achtervolgt Crawford in een achtervolging die eindigt in een crash, waarbij Crawford en zijn vriendin omkomen.
Crawfords bende, geleid door de barbaarse "Toecutter", gaat echter door met hun terreur. Max en zijn mede-agent Jim 'Goose' Rains slagen erin een van de leden van deze bende, Johnny the Boy, te arresteren. Hij wordt echter door de rechter vrijgesproken wegens gebrek aan getuigen. Jim en Johnny zweren beiden wraak op elkaar. Johnny neemt als eerste wraak en door zijn toedoen belandt Jim zwaargewond in het ziekenhuis. Wanneer Max dit ziet, raakt hij steeds meer overtuigd dat de politiemacht niet meer in staat is voldoende op te treden tegen de motorbendes en dat eigen ingrijpen noodzakelijk is.
Max besluit vakantie te nemen om te beslissen of hij de MFP moet verlaten. Tijdens deze vakantie worden zijn vrouw Jessie en hun zoon vermoord door Toecutter en zijn bende. Dit is voor Max de druppel. Hij steelt een zwarte achtervolgingswagen ("black police Interceptor" - een duivels uitziende Australische auto met groot vermogen) van de MFP om Toecutters bende eigenhandig te lijf te gaan. Hij spoort de leden van de bende een voor een op en vermoordt ze. Max komt er zelf niet ongeschonden vanaf; zijn arm wordt verbrijzeld en hij raakt gewond aan zijn been. Max wordt steeds gewelddadiger in zijn persoonlijke oorlog.
Uiteindelijk doodt Max alle leden van de bende en vertrekt naar de outback, om nooit meer terug te keren.
| Acteur           | Personage                         |
| ---------------- | --------------------------------- |
| Mel Gibson       | Max                               |
| Joanne Samuel    | Jessie                            |
| Hugh Keays-Byrne | Toecutter                         |
| Steve Bisley     | Jim Goose                         |
| Tim Burns        | Johnny the Boy                    |
| Roger Ward       | Fifi                              |
| Lisa Aldenhoven  | Zuster                            |
| David Bracks     | Mudguts                           |
| Bertrand Cadart  | Clunk                             |
| David Cameron    | Ondergrondse monteur              |
| Robina Chaffey   | Singer                            |
| Stephen Clark    | Sarse                             |
| Jerry Day        | Ziggy                             |
| Howard Eynon     | Diabando                          |
| John Farndale    | Grinner                           |
| Nic Gazzana      | Starbuck                          |
| Hunter Gibb      | Lair                              |
| Andrew Gilmore   | Silvertongue                      |
| Jonathan Hardy   | Labatouche (als Jonathon Hardy)   |
| Paul Johnstone   | Cundalini                         |
| Nick Lathouris   | Grease Rat                        |
| Sheila Florance  | May Swaisey (als Sheila Florence) |
| Max Fairchild    | Benno                             |
| Vincent Gil      | Nightrider (als Vince Gil)        |
| Lulu Pinkus      | Nightrider's vriendin             |

## Achtergrond

### Idee en productie
George Miller werkte voor hij regisseur werd als arts in een ziekenhuis in Victoria, Australië. Daar zag hij veel van de soorten verwondingen en dodelijke ongelukken die in de film voorkomen.
In 1971 leerde hij in Melbourne de amateurfilmer Byron Kennedy kennen. Samen maakten ze de korte film Violence in the Cinema, Part 1, welke vertoond werd op een aantal filmfestivals. Acht jaar later maakte het duo Mad Max, hierbij geholpen door scenarioschrijver James McCausland.
Miller was van mening dat het publiek het gewelddadige verhaal uit de film realistischer zou vinden als het zich afspeelde in een post-apocalyptische toekomst. De film werd opgenomen in een periode van 12 weken, beginnend in december 1978 en eindigend in februari 1979. Opnames vonden plaats in en rond Melbourne. Veel van de achtervolgingen met auto’s werden opgenomen in Lara. Mad Max was de eerste Australische film die werd opgenomen in anamorf breedbeeld.
Mel Gibson, die destijds nog vrijwel onbekend was als acteur, deed samen met zijn klasgenoot Steve Bisley auditie voor de film. Hij was in slechte conditie daar hij de nacht ervoor nog een feest had gehad waarbij hij te veel had gedronken. Hij had hierdoor onder andere blauwe plekken en een opgezwollen neus. De producers vonden dit uiterlijk echter geschikt voor de film en gaven Gibson de rol.
Vanwege het lage budget kreeg Gibson voor zijn rol als enige een jas en broek van echt leer. De andere personages droegen vinyl-kostuums.

### Voertuigen

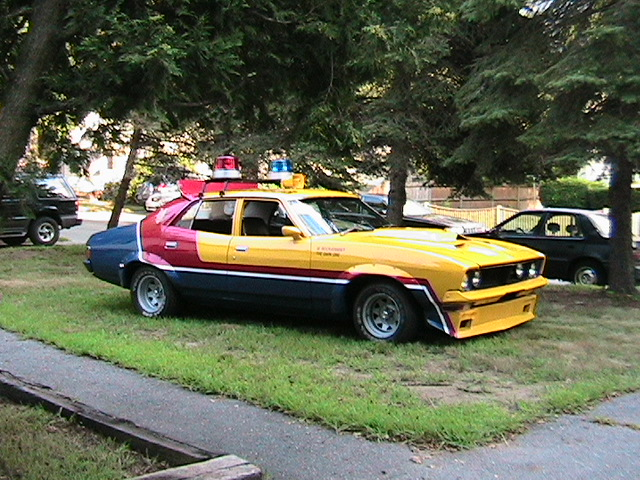
Mad Max Interceptor replica

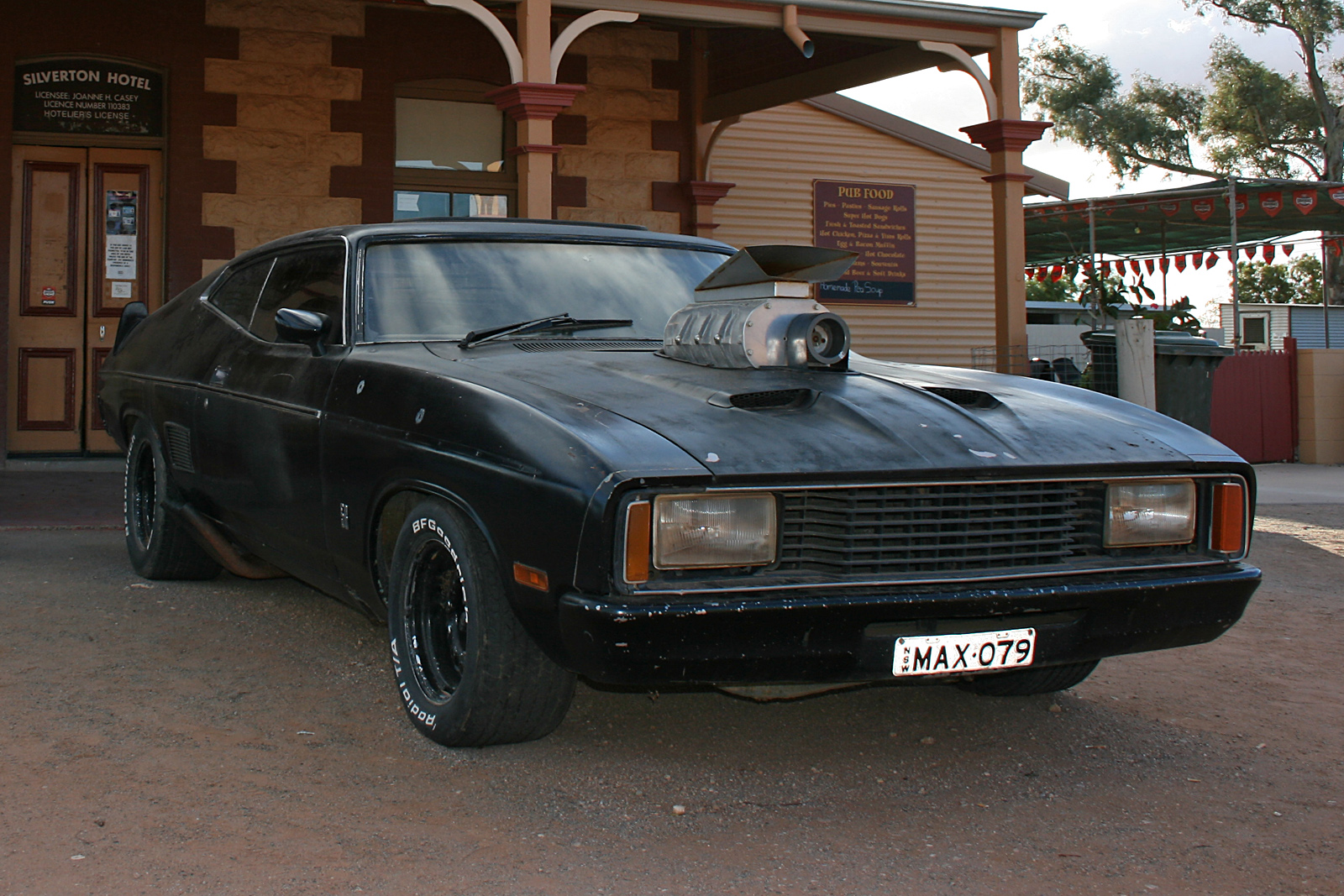
Replica van de Mad Max Pursuit Special

De auto’s voor de film werden regelmatig hergebruikt door ze te overschilderen.
Max' gele onderscheppingsvoertuig was een Ford Falcon uit 1974, met 351ci Cleveland V8 motor en andere modificaties. De Big Bopper, van Roop en Charlie, was ook een Ford Falcon, voorzien van een 302cid V8. De March Hare, van Sarse en Scuttle, was een in-line-six-powered Ford Falcon uit 1972.
De bekendste wagen uit de film is Max' zwarte achtervolgingsvoertuig, "The Last of the V8 Interceptors". Dit was een in beperkte oplage gemaakte GT351-versie van de Ford XB Falcon Coupe uit 1973, uitgebouwd met de karakteristieke 'weiand' luchtkoeler, front en back spoilers en sidepipes.
Van de motorfietsen die in de film voorkomen, waren er veertien gedoneerd door Kawasaki. Ze werden door La Parisienne uit Melbourne aangepast.
Tegen het einde van de filmopnames waren veertien van de voertuigen total loss.

### Filmmuziek
De filmmuziek werd gecomponeerd en gedirigeerd door de Australische componist Brian May.

### Uitgave en ontvangst
Toen de film voor het eerst werd uitgebracht in de Verenigde Staten, werden alle stemmen op aandringen van distributeur American International Pictures nagesynchroniseerd. Dit omdat men bang was dat het publiek acteurs met een Australisch accent niet zouden verstaan. De originele Australische versie werd pas in 2000 uitgebracht in Amerika.
De film kreeg over het algemeen goede kritieken. Zo scoort de film 95% op Rotten Tomatoes. Wereldwijd bracht de film 100 miljoen dollar op.

### Vervolgen op de film
In 1981 verscheen het eerste vervolg op deze film: Mad Max 2, ook bekend onder de naam The Road Warrior. In 1985 kwam Mad Max Beyond Thunderdome uit, ook wel Mad Max 3 genoemd. In 2015 kwam een vierde film, die Mad Max: Fury Road heet. Er zijn plannen voor een deel 5, 6 en 7.

### Invloeden en referenties
Mad Max komt o.a. voor in deel 1 van de Game "Fallout". Zo kan er in het begin van het spel een leren jas met slechts één mouw die lijkt op de jas van Mel Gibson in Mad Max 2 (de mouw is er afgeknipt door een arts, nadat er een motor over zijn arm reed) gedragen worden als borstbescherming. Daarnaast kan de speler in Junktown een hond toevoegen aan zijn reisgenoten, genaamd "DogMeat" die lijkt op "DOG" (de hond van Max).

## Prijzen en nominaties
In 1979 werd Mad Max genomineerd voor zeven AFI Awards, waarvan hij er drie won:
- Best Achievement in Editing – gewonnen
- Best Achievement in Sound – gewonnen
- Best Original Music Score – gewonnen
- Beste mannelijke bijrol (Hugh Keays-Byrne)
- Beste regisseur (George Miller)
- Beste film
- Beste scenario

In 1980 won de film een Special Jury Award op het Avoriaz Fantastic Film Festival.